# Vallée de Reuse
Vallée de Reuse (im Oberlauf: Vallée de Misère) ist ein kleiner Fluss in Frankreich, der im Département Eure-et-Loir in der Region Centre-Val de Loire verläuft. Er entspringt am Ostrand des Regionalen Naturparks Perche, im nördlichen Gemeindegebiet von Combres, knapp an der Grenze zur Nachbargemeinde Champrond-en-Gâtine. Er entwässert zunächst unter dem Namen Vallée de Misère generell Richtung Ostsüdost, ändert im Mittelabschnitt seinen Namen auf die definitive Bezeichnung und mündet nach insgesamt rund 19 Kilometern im nordöstlichen Gemeindegebiet von Illiers-Combray als rechter Nebenfluss in den Loir.

## Orte am Fluss
(Reihenfolge in Fließrichtung)
- Les Champeaux, Gemeinde Combres
- La Grande Heulière, Gemeinde Happonvilliers
- Grandhoux, Gemeinde Nonvilliers-Grandhoux
- La Vove, Gemeinde Montigny-le-Chartif
- Le Petit Grand Bois, Gemeinde Illiers-Combray
- La Moisanderie, Gemeinde Méréglise
- La Nicoltière, Gemeinde Illiers-Combray
- La Grande Barre, Gemeinde Illiers-Combray